# VI. Lajos pfalzi választófejedelem
VI. Lajos (Simmern/Hunsrück, 1539. július 4. – Heidelberg, 1583. október 22. vagy 1583. október 12.) pfalzi választófejedelem 1576 és 1583 között.

## Élete
Lajos nem kálvinista vallású volt mint az apja, hanem a lutheri hitvalláson élt. Rövid uralkodás után hunyt el 1583-ban. Vallási újításai nem gyökeresedtek meg, halála után az ország visszatért a kálvinista hitre.

## Családja
Lajos kétszer nősült. Első felesége Hesse-i Erzsébet (1539. február 13. – 1582. március 14.) volt, akivel 1560. július 8-án kötött házasságot. Kapcsolatukból a következő gyermekek születtek:
1. Anna Mária (1561. július 24. – 1589. július 29.), IX. Károly svéd király felesége
2. Erzsébet (1562. június 15. – november 2.) gyermekként hunyt el
3. Dorottya Erzsébet (1565. január 12. – március 7.) gyermekként hunyt el
4. Dorottya (1566. augusztus 4. – 1568. március 10.) gyermekként hunyt el
5. Frigyes Fülöp (1567. október. 19. – 1568. november. 14.) gyermekként hunyt el
6. János Frigyes (1569. február 17. – március 20.) gyermekként hunyt el
7. Lajos (1570. december 30. – 1571. május 7.) gyermekként hunyt el
8. Katalin (1572. áprilisa – 1586. október 16.) gyermekként hunyt el
9. Krisztina (1573. január 6. – 1619. július 21.) gyermekként hunyt el
10. Frigyes (1574. március 5. – 1610. szeptember 19.) később, 1583-tól IV. Frigyes néven pfalzi választófejedelem
11. Fülöp (1575. május 4. – augusztus 9.) gyermekként hunyt el
12. Erzsébet (1576. november 24. – 1577. április 10.) gyermekként hunyt el

Lajos 1583. július 12-én nősült meg másodszor. 23 évvel fiatalabb feleségével, Ostfrieslandi Annával (1562. június 26. – 1621. április 21.) alig egy évet éltek együtt, gyermekük nem született.

## Fordítás
- Ez a szócikk részben vagy egészben  a   Louis VI, Elector Palatine című angol Wikipédia-szócikk fordításán alapul.  Az eredeti cikk szerkesztőit annak laptörténete sorolja fel. Ez a jelzés csupán a megfogalmazás eredetét és a szerzői jogokat jelzi, nem szolgál a cikkben szereplő információk forrásmegjelöléseként.

## Lásd még
- Pfalz uralkodóinak listája

| Előző uralkodó: III. Frigyes | Rajnai palotagróf 1576 – 1583 mint pfalzi választófejedelem | Következő uralkodó: IV. Frigyes |